# Tōhō
Tōhō (ja. 東宝), med förenklad västerländsk stavning Toho, är ett av de stora japanska filmbolagen. Till Tōhōs mest kända filmer hör Akira Kurosawas filmer och serien av Godzillafilmer. Man är också huvuddistributör för filmerna från Studio Ghibli.
Se även Tohoscope.

## Personer vid Tōhō
Här följer några av de personer som har varit starkt knutna till Tōhō, och har gjort alla eller de flesta av sina filmer vid bolaget.

### Regissörer vid Tōhō
- Akira Kurosawa
- Hiroshi Inagaki
- Ishiro Honda
- Mikio Naruse

### Kvinnliga skådespelerskor vid Tōhō
- Akiko Wakabayashi
- Kumi Mizuno
- Megumi Odaka
- Mie Hama

### Manliga skådespelare vid Tōhō
- Takashi Shimura
- Tatsuya Nakadai
- Toshiro Mifune